# Pink Friday Tour
Il Pink Friday Tour è stato il primo tour musicale della rapper trinidadiana Nicki Minaj, a supporto del suo secondo album in studio Pink Friday: Roman Reloaded (2012).

## Sinossi del concerto
Il concerto inizia con la voce di Nicki Minaj, che parla del suo alter-ego Roman Zolanski, dicendo che dovrà viaggiare per 40 giorni e 40 notti sulla Terra per sconfiggere un'entità malvagia detta Nemesis. A questo punto, l'artista in carne ed ossa appare su un punto sopraelevato del palco, con un mantello nero, ed esegue una brevissima versione di Roman's Revenge (sostituita da Roman Holiday nelle date oceaniche), mentre i ballerini entrano in scena. Al termine della canzone, si toglie il mantello, per eseguire Did It On'em. Seguono I Am Your Leader e Beez in the Trap. Chiudono questa prima parte del concerto Stupid Hoe e una canzone di Big Sean: Dance (Ass), dove Nicki Minaj canta una parte rap.
La seconda parte del concerto inizia con Right by My Side, seguita da Moment 4 Life, per poi concludersi con Champion. Durante queste tre canzoni, sullo schermo del palco viene proiettato un cielo. Alla fine della terza canzone, la Minaj sparisce nel backstage mentre un DJ suona un'interludio musicale, chiamato Untiled I, che contiene elementi di Check It Out.
In seguito, Nicki torna in scena indossando un abito bianco, per eseguire Starships, con un'ambientazione simile a quella di un'astronave e i ballerini , seguita da Pound the Alarm. Seguono Whip It e l'inno da ballo Where Them Girls At. Chiude questa sezione Turn Me On.
Inizia quindi la parte più intima dello show, eseguita con elegante abito rosa e una parrucca bionda. Questa parte comprende Fire Burns, eseguita con un'ambientazione autunnale, e Save Me, eseguita con un'ambientazione simile alla casa di Barbie.
Avviene poi un altro cambio d'abito e di parrucca, per la parte finale dello show. L'ultima parte si apre con un medley di Go Hard, Sweet Dreams, Slumber Party, Beam Me Up Scotty, Freaky Gurl, I Get Crazy e Itty Bitty Piggy. Successivamente viene eseguita Come On A Cone. L'encore inizia con un altro medley, che comprende Up All Night , Make Me Proud, My Chick Bad, Bottoms Up, Monster, Letting Go (Dutty Love) , Hold Yuh, BedRock, Roman Reloaded e Roman in Moscow. Alla fine del medley, Nicki Minaj dice al pubblico "C'è una canzone che non avete ancora sentito?", per poi eseguire Super Bass con una finta nebbia. Alla fine della canzone, la cantante saluta il pubblico, per poi lasciare il palco insieme ai ballerini, chiudendo lo show.

## Artisti d'apertura
- Timomatic - (Melbourne e Sydney)[3]
- Stan Walker - (Brisbane)[3]
- StooShe - (Regno Unito)
- Baby K - (Italia)[4]
- Mr. Polska - (Paesi Bassi)

## Scaletta
Oceania
1. Roman Holiday
2. Did It On'em
3. I Am Your Leader
4. Beez in the Trap
5. Stupid Hoe
6. Dance (Ass) (Remix)
7. Right by My Side
8. Moment 4 Life
9. Champion
10. Untitled I (contiene estratti da Check It Out) (Interlude)
11. Starships
12. Pound the Alarm
13. Whip It
14. Untitled II (contiene estratti da Va Va Voom) (Interlude)
15. Fire Burns
16. Save Me
17. Bottoms Up
18. Untitled III (contiene estratti da Itty Bitty Piggy e Muny) (Interlude)
19. Where Them Girls At
20. Turn Me On
21. Super Bass

Asia
1. Roman Holiday
2. Did It On'Em
3. I Am Your Leader
4. Beez In the Trap
5. Stupid Hoe
6. Dance (A$$)  (Remix)
7. Right by My Side
8. Champion
9. Moment 4 Life
10. Starships
11. Pound the Alarm
12. Whip It
13. Where Them Girls At
14. Fire Burns
15. Save Me
16. Roman's Revenge
17. Bottoms Up
18. Turn Me On
19. Super Bass

Europa
1. Roman's Revenge
2. Did It On'Em
3. I Am Your Leader
4. Beez in the Trap
5. Stupid Hoe
6. Dance (A$$)  (Remix)
7. Right by My Side
8. Moment 4 Life
9. Starships
10. Pound the Alarm
11. Whip It
12. Where Them Girls At
13. Turn Me On
14. Fire Burns
15. Save Me
16. Itty Biggy Piggy
17. Roman Reloaded
18. HOV Lane
19. Come on a Cone
20. Medley:

- Letting Go (Dutty Love)
- Make Me Proud
- Monster
- Up All Night
- My Chick Bad
- Hold Yuh
- Bottoms Up
- BedRock

1. Super Bass

Filippine
1. Roman's Revenge
2. Did It On'Em
3. I Am Your Leader
4. Beez In the Trap
5. Stupid Hoe
6. Dance (A$$)  (Remix)
7. Right by My Side
8. Moment 4 Life
9. Starships
10. Pound the Alarm
11. Whip It
12. Turn Me On
13. Where Them Girls At
14. Fire Burns
15. Save Me
16. Medley:

- Up All Night
- My Chick Bad
- Bottoms Up
- Hold Yuh
- BedRock

1. Super Bass

Stati Uniti
1. Roman's Revenge
2. Did It On'Em
3. I Am Your Leader
4. Beez in the Trap
5. Stupid Hoe
6. Dance (A$$)   (Remix)
7. Right by My Side
8. Moment 4 Life
9. Starships
10. Pound the Alarm
11. Whip It/ Turn Me On
12. Where Them Girls At
13. Fire Burns
14. Save Me
15. Medley:

- Go Hard
- Sweet Dreams
- Slumber Party
- Beam Me Up Scotty
- I Get Crazy
- Itty Bitty Piggy

1. Come on a Cone
2. Medley:

- Up All Night
- Make Me Proud
- My Chick Bad
- Bottoms Up
- Monster
- Freaky Gurl
- Letting Go (Dutty Love)
- Hold Yuh
- BedRock
- Roman Reloaded
- Roman in Moscow

1. Super Bass

Canada
1. Roman's Revenge
2. Did It On'Em
3. I Am Your Leader
4. Beez in the Trap
5. Stupid Hoe
6. Dance (A$$)  (Remix)
7. Right by My Side
8. Moment 4 Life
9. Starships
10. Pound the Alarm
11. Whip It
12. Where Them Girls At
13. Fire Burns
14. Save Me
15. Medley:

- Itty Bitty Piggy
- I Get Crazy
- Roger That

1. Come on a Cone
2. Medley:

- Up All Night
- Make Me Proud
- My Chick Bad
- Bottoms Up
- Letting Go (Dutty Love)
- BedRock
- Roman in Moscow

1. Super Bass

## Date
| Data           | Città           | Stato       | Luogo                            |         |         |
| Oceania        | Oceania         | Oceania     | Oceania                          | Oceania | Oceania |
| -------------- | --------------- | ----------- | -------------------------------- | ------- | ------- |
| 16 maggio 2012 | Sydney          | Australia   | Hordern Pavilion                 |         |         |
| 18 maggio 2012 | Melbourne       | Australia   | Hisense Arena                    |         |         |
| 19 maggio 2012 | Brisbane        | Australia   | Brisbane Entertainment Centre    |         |         |
| Asia           |                 |             |                                  |         |         |
| 22 maggio 2012 | Osaka           | Giappone    | Namba Hatch                      |         |         |
| 23 maggio 2012 | Tokyo           | Giappone    | Zepp Tokyo                       |         |         |
| 25 maggio 2012 | Yokohama        | Giappone    | Yokohama Bay Hall                |         |         |
| Nord America   |                 |             |                                  |         |         |
| 1º giugno 2012 | Camden          | Stati Uniti | Susquehanna Bank Center          |         |         |
| 2 giugno 2012  | Mansfield       | Stati Uniti | Comcast Center                   |         |         |
| 3 giugno 2012  | East Rutherford | Stati Uniti | MetLife Stadium                  |         |         |
| Europa         |                 |             |                                  |         |         |
| 8 giugno 2012  | Stoccolma       | Svezia      | Annexet                          |         |         |
| 9 giugno 2012  | Oslo            | Norvegia    | Oslo Spektrum                    |         |         |
| 11 giugno 2012 | Copenaghen      | Danimarca   | Falkoner Theatre                 |         |         |
| 13 giugno 2012 | Bruxelles       | Belgio      | Ancienne Belgique                |         |         |
| 16 giugno 2012 | Berlino         | Germania    | Tempodrom                        |         |         |
| 18 giugno 2012 | Amsterdam       | Paesi Bassi | Heineken Music Hall              |         |         |
| 21 giugno 2012 | Milano          | Italia      | Alcatraz                         |         |         |
| 23 giugno 2012 | Londra          | Regno Unito | Hackney Marshes                  |         |         |
| 24 giugno 2012 | Londra          | Regno Unito | HMV Hammersmith Apollo           |         |         |
| 25 giugno 2012 | Londra          | Regno Unito | HMV Hammersmith Apollo           |         |         |
| 26 giugno 2012 | Birmingham      | Regno Unito | NIA                              |         |         |
| 28 giugno 2012 | Manchester      | Regno Unito | O2 Apollo Manchester             |         |         |
| 6 luglio 2012  | Parigi          | Francia     | Zénith di Parigi                 |         |         |
| 7 luglio 2012  | Londra          | Regno Unito | Hyde Park                        |         |         |
| 8 luglio 2012  | Perth e Kinross | Regno Unito | Balado                           |         |         |
| Asia           |                 |             |                                  |         |         |
| 11 luglio 2012 | Pasay           | Filippine   | Mall of Asia Arena               |         |         |
| Nord America   |                 |             |                                  |         |         |
| 16 luglio 2012 | Chicago         | Stati Uniti | Chicago Theatre                  |         |         |
| 17 luglio 2012 | Detroit         | Stati Uniti | Fox Theatre                      |         |         |
| 19 luglio 2012 | Cleveland       | Stati Uniti | State Theatre                    |         |         |
| 21 luglio 2012 | Washington      | Stati Uniti | DAR Constitution Hall            |         |         |
| 22 luglio 2012 | Atlanta         | Stati Uniti | Fox Theatre                      |         |         |
| 24 luglio 2012 | Miami           | Stati Uniti | James L. Knight Center           |         |         |
| 26 luglio 2012 | Birmingham      | Stati Uniti | Boutwell Memorial Auditorium     |         |         |
| 27 luglio 2012 | New Orleans     | Stati Uniti | Lakefront Arena                  |         |         |
| 28 luglio 2012 | Houston         | Stati Uniti | Bayou Music Center               |         |         |
| 29 luglio 2012 | Grand Prairie   | Stati Uniti | Verizon Theatre at Grand Prairie |         |         |
| 31 luglio 2012 | St. Louis       | Stati Uniti | Peabody Opera House              |         |         |
| 2 agosto 2012  | Denver          | Stati Uniti | Wells Fargo Theatre              |         |         |
| 4 agosto 2012  | Las Vegas       | Stati Uniti | Theatre for the Performing Arts  |         |         |
| 5 agosto 2012  | Los Angeles     | Stati Uniti | Nokia Theatre L.A. Live          |         |         |
| 7 agosto 2012  | Phoenix         | Stati Uniti | Comerica Theatre                 |         |         |
| 9 agosto 2012  | Oakland         | Stati Uniti | Paramount Theatre                |         |         |
| 11 agosto 2012 | Seattle         | Stati Uniti | Paramount Theatre                |         |         |
| 12 agosto 2012 | Vancouver       | Canada      | Queen Elizabeth Theatre          |         |         |
| 14 agosto 2012 | New York        | Stati Uniti | Roseland Ballroom                |         |         |

### Box Office
| Luogo di Esibizione     | Città       | Biglietti Venduti/ Biglietti Disponibili | Incassi    |
| ----------------------- | ----------- | ---------------------------------------- | ---------- |
| Hordern Pavilion        | Sydney      | 5.377/ 5.377 (100%)                      | $490.692   |
| Chicago Thetre          | Chicago     | 3.521/ 3.521 (100%)                      | $229.938   |
| Fox Thetre              | Atlanta     | 4.357/ 4.545 (95%)                       | $282.785   |
| Nokia Theatre L.A. Live | Los Angeles | 6.300/ 6.864 (91%)                       | $453.170   |
| TOTALE                  | TOTALE      | 19.555/ 20.307 (96%)                     | $1.456.585 |